# Cyardium malaccense
Cyardium malaccense là một loài bọ cánh cứng trong họ Cerambycidae.